# Kasper Nøhr
Kasper Nøhr (født 5. oktober 1998) er en dansk fodboldspiller.
Nøhr spiller både i forsvaret og på midtbanen.

## Karriere
For 2016-17-sæsonen blev Nøhr kåret som årets spiller på U/19-holdet.
Nøhr fik sin debut for Vejle Boldklubs bedste hold, da han som 18-årig var med i hjemmesejren mod Næstved den 17. november 2016. I sommeren blev han permanent en del af klubbens førsteholdstrup.
Han havde kontrakt indtil sommeren 2018, hvorefter han forlod klubben.